# フィードバックアシスタント
フィードバックアシスタント（英: Feedback Assistant）とは、macOS、iOS、iPadOSで問題の報告や機能の提案をAppleに送信するためのアプリケーションである。

## 概要
Mac、iPhone、iPadで利用することができ、Apple Beta Software Programに登録することで利用が可能になる。
iOS、iPadOSではベータ版にすることによりホーム画面にフィードバックアシスタントが追加される。
MacではSpotlight検索に「フィードバックアシスタント」と入力することで起動ができる。

## 機能
ここではmacOSのフィードバックアシスタントの機能について説明する。

### 最近のアクティビティ
最近報告したメッセージが表示される。

### リクエスト
Appleから報告した内容についての追加情報を追加してもらう場合などにメールが送られた場合にここに入る。

### すべて
全てのメッセージを確認できる。

### ニュース
Appleからの新しいベータ版などの情報などはここに入る。

### 受信
Appleからの新しいベータ版などの情報や、報告した問題に関する追加情報を要求するメッセージが受信される。

### 下書き
報告データを送信せず保存した場合、ここに入る。

### 送信済み
今までに送信した報告データが表示される。